# برايس كندريك
برايس كندريك هو أخصائي فطريات كندي، ولد في 3 ديسمبر 1933 في ليفربول في المملكة المتحدة.